# Daniele Orsato
Daniele Orsato (Montecchio Maggiore, 23 novembre 1975) è un ex arbitro di calcio italiano.
Eletto miglior arbitro al mondo dall'IFFHS nel 2020, è il secondo arbitro per numero di gare dirette in Serie A (289), alle spalle del solo Concetto Lo Bello (328).

## Carriera

### Arbitro

#### Anni 2000
Cresce a Recoaro Terme, dove inizia ad avvicinarsi al mondo del calcio nella realtà dell'oratorio. Dopo un'esperienza come allenatore delle locali squadre di pulcini, inizia la carriera arbitrale a 17 anni presso la sezione AIA di Schio. Viene promosso alla C.A.N. C nel 2002, per decisione del dirigente arbitrale Claudio Pieri.
In tutto accumula 69 presenze in Serie C1, comprese le finali play-off Pavia-Mantova e Monza-Genoa, e a cui bisogna aggiungere le finali play-off della Serie C2 tra Sangiovannese e Gualdo e quella tra Carpenedolo e Ivrea. Nel 2006 viene promosso alla CAN A-B, ancora una volta selezionato dal suo mentore, l'ex arbitro ligure Claudio Pieri.
In Serie A ha esordito il 17 dicembre 2006 in Siena-Atalanta (1-1), dirigendo poi altre due gare nella massima serie e numerose altre nella Serie B. A partire dalla stagione 2007-2008 è stato selezionato come quarto ufficiale dall'UEFA per alcune partite di Champions League, confermando così di essere uno fra i più promettenti giovani arbitri italiani. Il 1º gennaio 2010 viene inserito nelle liste FIFA.

#### Anni 2010

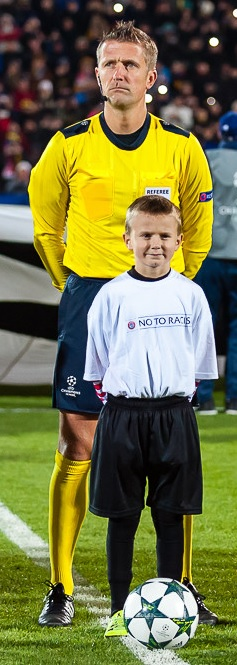
Orsato nel 2016

Il 3 luglio 2010, con la scissione della C.A.N. A-B in C.A.N. A e C.A.N. B, viene inserito nell'organico della C.A.N. A. In campo internazionale, nell'ottobre 2010 fa il suo esordio in una sfida tra nazionali maggiori, dirigendo Armenia-Slovacchia, gara valida per le qualificazioni a Euro 2012. Il 20 ottobre 2011 esordisce nella fase a gironi dell'Europa League, dirigendo il match Bruges e Birmingham.
Nel maggio 2012, su invito della federcalcio rumena, dirige la finale di Coppa di Romania disputatasi nell'occasione tra Rapid Bucarest e Dinamo Bucarest allo Stadionul Național. Nel settembre 2012 è designato dall'UEFA per una partita della fase a gironi della Champions League: si tratta dell'esordio assoluto per il fischietto veneto. Nell'occasione, dirige un match tra i croati della Dinamo Zagabria e i portoghesi del Porto. Altro impegno a dicembre tra Manchester United e CFR Cluj.
Nel febbraio 2013 fa il suo esordio nella fase a eliminazione diretta dell'Europa League, dirigendo il match di andata dei sedicesimi di finale tra i cechi dello Sparta Praga e gli inglesi del Chelsea. Al termine della stagione 2012-2013 viene designato per arbitrare la finale di Coppa Italia in programma all'Olimpico il 26 maggio 2013 tra Roma e Lazio, insieme agli assistenti arbitrali Di Liberatore e Tonolini, al quarto ufficiale Paolo Silvio Mazzoleni e agli arbitri di porta Luca Banti e Antonio Damato.
Nel febbraio 2014 viene designato per dirigere la finale della 66ª edizione della Coppa Carnevale, nell'occasione disputatasi tra Milan e Anderlecht. Nei mesi seguenti viene designato per la seconda volta di fila per la finale di Coppa Italia in programma all'Olimpico il 3 maggio 2014, Fiorentina-Napoli, insieme agli assistenti arbitrali Di Liberatore e Padovan, al quarto ufficiale Davide Massa e agli arbitri di porta Paolo Valeri e Daniele Doveri.
Ritorna a dirigere gare in Europa il 21 agosto 2014 in occasione dell'ultimo turno qualificativo di Europa League, gara di andata, tra i romeni del Petrolul Ploiești e i croati della Dinamo Zagabria. Sempre nell'ambito di questa coppa, dirige ad Atene il 18 settembre il primo incontro della fase a gruppi tra il Panathīnaïkos e la Dinamo Mosca. Il successivo 10 ottobre debutta nelle qualificazioni per il Campionato d'Europa per Nazioni 2016 dirigendo a Nicosia la gara tra Cipro e Israele. Arriva il primo impegno stagionale in Champions League il 5 novembre 2014: sua la direzione tra gli sloveni del Maribor e gli inglesi del Chelsea. Sempre nella principale coppa europea arriva il secondo impegno: il 10 dicembre dirige la gara tra Athletic Bilbao e i bielorussi del BATĖ Borisov. Le due squadre sono eliminate dal prosieguo della Champions League ma lottano per un posto in Europa League.
Dopo la pausa invernale, impegno in Europa League il 12 marzo 2015: gli viene affidata - nell'ambito degli ottavi di finale - la gara d'andata del derby spagnolo tra il Villarreal e il Siviglia. Nello stesso mese viene resa nota dalla FIFA la sua convocazione al Mondiale Under 20, in programma tra maggio e giugno 2015 in Nuova Zelanda; sarà la prima convocazione in un torneo FIFA per il fischietto veneto. Sempre coadiuvato dagli assistenti arbitrali Mauro Tonolini e Lorenzo Manganelli, dopo l'iniziale impegno del 1º giugno a New Plymouth dove ha diretto l'incontro tra il Brasile e la Nigeria, vinto dai sudamericani per 4 a 2, il 5 giugno ha visto in programma la sua seconda direzione: ad Auckland è stato di scena in Panama-Ghana (0-1). A coronamento delle ottime prestazioni viene designato per la semifinale in programma a Christchurch il 17 giugno tra il Brasile e il Senegal (5-0). Nel maggio 2015 viene designato per la terza volta di fila per la finale di Coppa Italia in programma all'Olimpico il 20 maggio 2015, tra Juventus e Lazio assieme agli assistenti Faverani e Stefani, al quarto ufficiale Paolo Tagliavento e gli arbitri di porta Luca Banti e Paolo Silvio Mazzoleni.
Dal successivo 1º luglio fa parte della categoria ELITE degli arbitri UEFA. Viene quindi designato per dirigere ad Atene il 20 agosto successivo la gara di andata dei play-off di Europa League tra i greci dell'Atromītos e i turchi del Fenerbahçe. Nell'ambito della prima giornata dei gironi di Europa League, il 17 settembre 2015 dirige la gara del gruppo L tra il Partizan e l'AZ Alkmaar. Seconda esperienza nelle qualificazioni per Euro 2016 il 9 ottobre 2015: viene designato per la gara di Podgorica, valida per il gruppo G, tra i padroni di casa del Montenegro e l'Austria. Debutto stagionale in Champions League mercoledì 4 novembre 2015: affidata a lui la gara del quarto turno della fase a gironi (gruppo H) tra il Gent e il Valencia. Nuovo impegno nella più importante coppa europea martedì 8 dicembre: per il gruppo A gli è stata affidata la partita tra il Real Madrid e il Malmö FF.
Dopo la pausa invernale, subito un severo impegno in Champions League mercoledì 24 febbraio 2016. È di scena per la direzione della gara d'andata degli ottavi di finale tra il PSV e l'Atlético Madrid: avrà con sé gli assistenti di linea Manganelli e Di Fiore e gli assistenti di porta Paolo Valeri e Daniele Doveri. Ritorno in Europa League il 17 marzo, quando allo stadio "Mestalla" di Valencia dirige la gara di ritorno degli ottavi di finale tra i locali e i baschi dell'Athletic Bilbao, vincitori all'andata per 1 a 0. Come assistenti di linea vi furono Cariolato e Manganelli e, come assistenti di porta, confermata la coppia Valeri - Doveri. Il 25 maggio 2016 subentra, in qualità di arbitro addizionale, nella squadra arbitrale di Nicola Rizzoli selezionata per Euro 2016. Ciò accade a seguito dell'esclusione dell'arbitro precedentemente selezionato, il toscano Luca Banti, che decide di rinunciare all'incarico per sopraggiunti motivi attinenti alla sfera personale.
Il 4 aprile 2017 viene resa nota dalla FIFA la sua convocazione in qualità di VAR al Mondiale Under 20, in programma tra maggio e giugno 2017 in Corea del Sud. Il 12 dello stesso mese dirige Borussia Dortmund-Monaco, suo primo quarto di finale di Champions League. Nel novembre 2017 è designato dalla FIFA per dirigere l'andata dello spareggio intercontinentale tra Honduras e Australia, valido per l'accesso ai mondiali di Russia 2018, ai quali partecipa ufficialmente in qualità di VAR.
Il 28 aprile 2018 dirige il derby d'Italia tra Inter e Juventus. L'11 novembre dello stesso anno, in occasione dell'incontro Chievo-Bologna, dirige la sua 200ª partita in Serie A. Il 29 maggio 2019 ricopre il ruolo di quarto ufficiale nella finale di Europa League tra Chelsea e Arsenal, arbitrata da Gianluca Rocchi allo Stadio olimpico di Baku. Nel luglio seguente gli viene riconosciuto dall'AIA il premio Stefano Farina, per essere stato il migliore arbitro della CAN A della stagione 2018-2019.

#### Anni 2020

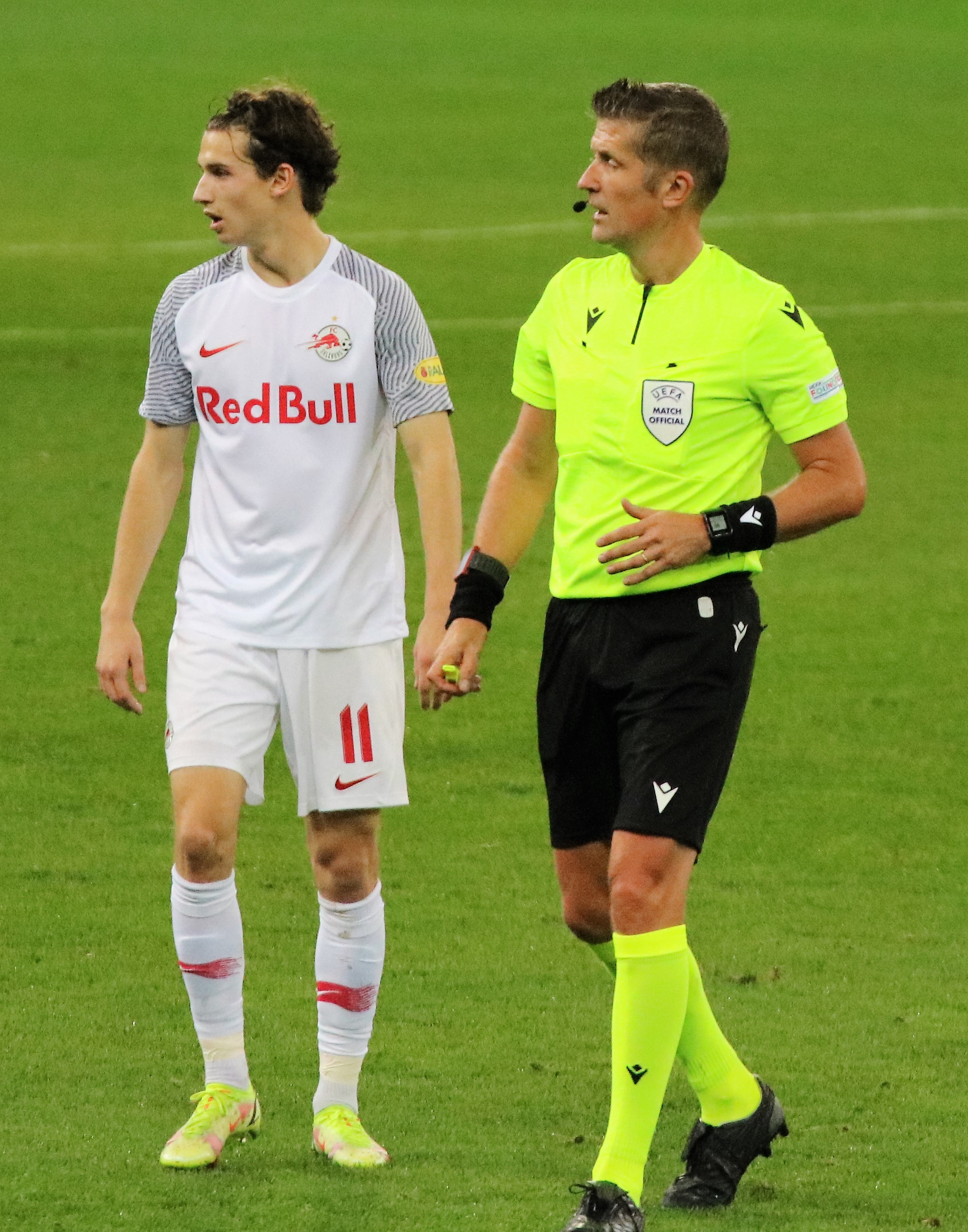
Orsato (a destra) con il calciatore Brenden Aaronson nel 2021

Il 24 giugno 2020 dirige Atalanta-Lazio, la sua 226ª in Serie A, agganciando Luigi Agnolin al primo posto nella classifica delle gare dirette nella massima serie da un arbitro veneto. Il successivo 23 agosto dirige la finale di Champions League tra Paris Saint-Germain e Bayern Monaco. Si tratta dell'ottavo italiano chiamato a dirigere la finale della massima competizione continentale. Il 1º settembre 2020 viene inserito nell'organico della CAN A-B, nata dall’accorpamento di CAN A e CAN B: dirigerà sia in Serie A che in Serie B. Nella stagione 2020-2021 viene designato in 15 partite del massimo campionato e per 1 (Monza-SPAL, primo match stagionale) in cadetteria. Alla fine dell'anno, il 4 dicembre seguente viene scelto dall'IFFHS come miglior arbitro al mondo per il 2020 nella sezione maschile.
Il 21 aprile 2021, a 45 anni, viene selezionato ufficialmente dalla UEFA per il campionato d'Europa 2020, originariamente previsto per l'anno precedente ma posticipato a causa della pandemia di COVID-19: si tratta del primo torneo per nazionali maggiori al quale partecipa come arbitro effettivo. Nel mentre, il 5 maggio seguente dirige la sua prima semifinale di Champions League, nell'occasione il match di ritorno tra Chelsea e Real Madrid; quindi il 25 dello stesso mese viene designato per dirigere la finale di ritorno dei play-off di Serie B tra Venezia e Cittadella, con la stessa squadra arbitrale degli europei del mese successivo. A Euro 2020 dirige inizialmente due gare della fase a gironi, Inghilterra-Croazia del 13 giugno e Spagna-Polonia del 19 giugno; successivamente è designato per l'ottavo di finale Svezia-Ucraina del 29 giugno.
Il 12 luglio 2021 viene nuovamente insignito dall'AIA del premio Stefano Farina, per essere stato l'arbitro della CAN A-B meglio classificato nella graduatoria di merito della stagione 2020-2021.
Il 15 febbraio 2022, dirigendo la sua 41ª gara di Champions League (nell'occasione il match andata degli ottavi di finale tra Paris Saint Germain e Real Madrid), diventa l'arbitro italiano con più presenze nella massima competizione europea, superando Pierluigi Collina e Nicola Rizzoli fermi a 40 gare dirette. Il successivo 29 marzo dirige lo spareggio per l'accesso ai mondiali di calcio del Qatar, tra Polonia e Svezia. Il 4 maggio 2022 dirige la sua seconda semifinale di Champions League, il match di ritorno tra Real Madrid e Manchester City.
Il 19 maggio 2022, a quasi 47 anni, viene selezionato dalla FIFA per il campionato del mondo 2022 in Qatar. Frattanto, il 6 novembre seguente dirige Roma-Lazio, la sua 264ª in Serie A, superando Gianluca Rocchi e posizionandosi al secondo posto nella classifica per gare arbitrate nella massima serie, dietro al solo Concetto Lo Bello. A Qatar 2022 dirige due gare della fase a gironi: la partita inaugurale tra i padroni di casa e l'Ecuador del 20 novembre e la gara tra Argentina e Messico del 26 novembre; viene successivamente designato per la semifinale tra Argentina e Croazia del 13 dicembre, diventando il quinto arbitro italiano a dirigere una semifinale mondiale. Il 12 settembre 2023 riceve il Premio Giulio Campanati, destinato al miglior arbitro del mondiale 2022.
Il 5 gennaio 2023, dirige la partita di Saudi Professional League tra Al-Ittihad e Al-Hilal, insieme agli assistenti arbitrali Ciro Carbone e Alessandro Giallatini e al VAR Massimiliano Irrati, tutti italiani.
Il 23 aprile 2024 la UEFA lo ha convocato per il campionato d'Europa 2024 in Germania, insieme al collega Marco Guida, agli assistenti Ciro Carbone, Alessandro Giallatini, Filippo Meli e Giorgio Peretti, e ai VAR Massimiliano Irrati e Paolo Valeri. Il 2 giugno 2024 dirige a Bergamo la sua ultima gara in Serie A, Atalanta-Fiorentina, conclusasi con la vittoria viola per 2-3. Designato per il campionato d'Europa 2024 in Germania, chiude la carriera il successivo 6 luglio, dirigendo la gara dei quarti di finale tra Inghilterra e Svizzera.
Con una lettera di dimissioni inviata il 2 agosto 2024 alla Federazione, Orsato si ritira da arbitro.

### Dopo il ritiro
Nel gennaio del 2025 viene scelto come commissario per lo sviluppo del talento arbitrale dell'AIA.

## Riconoscimenti
- Premio Gennaro Marchese, 2008.[35]
- Premio Sportilia, 2008, 2013 e 2022.
- Premio Giovanni Mauro, 2012.
- Premio Nazionale del Calcio Siciliano, 2015.[36]
- Premio Concetto Lo Bello, 2016.[37]
- Premio Stefano Farina, 2019, 2021, 2024.[38][39][40]
- Miglior arbitro dell'anno IFFHS, 2020.
- Premio Gianni Beschin, 2022.
- Premio Giulio Campanati, 2023.
- Gran Galà del calcio AIC: 5

Migliore arbitro: 2020, 2021, 2022, 2023, 2024